# Judith Toronjo i Nofuentes
Judith Toronjo i Nofuentes   (Tordera, 11 d'octubre de 1990) és una política catalana de Junts per Catalunya i diputada al Parlament de Catalunya. És sòcia d'Òmnium Cultural i membre del Consell de la República.
És llicenciada en Ciències Polítiques i de l'Administració Pública per la Universitat Pompeu Fabra i té un màster en Anàlisi Política i Assessoria Institucional per la Universitat de Barcelona. Ha treballat en una empresa de gestió universitària en l'àmbit de les TIC, amb tasques d'assessoria i consultoria i com a responsable de l'àrea legal. Actualment, estudia el grau de Dret a la Universitat Oberta de Catalunya.
És simpatitzant de la Joventut Nacionalista de Catalunya des dels 14 anys i hi milita des dels 18. Del 2019 al 2021 en va ser la secretària general.
El 2020 es va afiliar a Junts per Catalunya.
El novembre del 2022 substituí Francesc de Dalmases en la comissió parlamentària sobre l'actuació de la Corporació Catalana de Mitjans Audiovisuals.
El 2024 es presenta a les eleccions al Parlament de Catalunya com a 8a a la llista per Barcelona de Junts per Catalunya. El juliol de 2024, va ser designada nova secretària d’organització de Junts per Catalunya, en substitució de David Torrents, dins la nova direcció del partit encapçalada per Carles Puigdemont i sota la secretaria general de Jordi Turull.